# Смерть Игора Стаховяка
Смерть Игора Стаховяка (пол. Śmierć Igora Stachowiaka) — трагические события 15 мая 2016 года, приведшие к гибели 25-летнего мужчины в отделении полиции Вроцлав-Старе-Място по адресу ул. Тшемеска, 12.
15 мая 2016 года Игорь Стаховяк, 25-летний мужчина, скончался во время содержания под стражей в отделении польской полиции вскоре после того, как четверо сотрудников правоохранительных органов трижды поразили его электрошокером в полицейском участке, хотя он был в наручниках. К Стаховяку также дважды применяли электрошокер во время его ареста, ошибочно приняв его за сбежавшего из-под стражи в полиции двумя днями ранее наркомана.
Несмотря на трагедию сотрудники полиции, участвовавшие в аресте Стаховяка, продолжали работать в полиции, обстоятельства смерти арестованного оставались относительно неизвестными, пока год спустя новостной канал TVN24 не выпустил документальный фильм об этом инциденте. Фильм вызвал общенациональную дискуссию в польских СМИ о жестокости полиции, использовании электрошокеров. Последовало увольнение по меньшей мере восьми полицейских.
21 июня 2019 года четверо подозреваемых офицеров были признаны виновными в злоупотреблении своим служебным положением и физическом и психологическом насилии над Стаховяком. Лукаш Рж. был приговорён к двум годам и шести месяцам тюремного заключения, а Павел Г., Павел П. и Адам В. — к двум годам тюремного заключения. Приговоры окончательны и осуждённые начали отбывать наказания, но на судебные решения были поданы кассационные апелляции, которые по состоянию на 2022 год находились на рассмотрении в Верховном суде Польши.

## Предыстория
13 мая 2016 года 22-летний Мариуш Фронтчак сбежал (даже несмотря на то, что был в наручниках) от полицейского патруля во время попытки его ареста для исполнения распоряжения о взятии под стражу за хранение наркотиков. Для поимки беглеца была создана специальная группа и оповещены все полицейские участки Вроцлава.
Ранним утром 15 мая 2016 года Игорь Стаховяк находился со своими друзьями в ночном клубе Cherry недалеко от центра Вроцлава. В 5:05 его вывели из клуба охранники, и он отправился на главную площадь Вроцлава, где продолжил бродить, привлекая внимание оператора городской камеры наблюдения. Обнаружив, что Стаховяк соответствует описанию Фронтчака, оператор вызвал две полицейские машины.
Первая патрульная машина с двумя полицейскими прибыла в 6:06. Полицейские подошли к Стаховяку и разговаривали с ним четыре с половиной минуты, затем подъехала ещё одна патрульная машина с ещё двумя полицейскими. Выйдя из машины один из вновь прибывших офицеров вытащил наручники, и все четверо приступили к задержанию Стаховяка, который, однако, оказал им сопротивление. Надеть на Стаховяка наручники не получалось, поэтому в 6:12 офицер Лукаш Рж. вытащил электрошокер Taser X2 Defender из кобуры, прикрепленной к его поясу, и после того, как двое других офицеров повалили Стаховяка на землю, он дважды поразил Стаховяка электрошокером. Стаховяк, однако, продолжал бороться, и даже, изловчившись, ударил одного из офицеров ногой в плечо, вывихнув его. В 6:17 Стаховяка наконец посадили в полицейскую машину, которая уехала в 6:18.
Арест Стаховяка был заснят отдельно тремя прохожими на их мобильные телефоны. Как только полицейская машина со Стаховяком уехала, полицейские выследили и задержали двоих из них, заснявших произошедшее с близкого расстояния и комментировавших действия полицейских. Оба они были доставлены в тот же полицейский участок, что и Стаховяк, где их продержали полтора дня. Их мобильные телефоны были конфискованы и возвращены только через месяц.

## Допрос и кончина Стаховяка
Стаховяка доставили в полицейский участок по адресу Тшемеска, 12. В 6:38 двое полицейских провели его в здание и поместили в камеру содержания под стражей. Двое задержанных свидетелей, а затем ещё один мужчина, участвующий в несвязанном с этим деле, впоследствии также были помещены в ту же камеру. По словам задержанных, Стаховяк что-то бормотал и вёл себя странно. Около 6:51 к полицейскому с вывихом плеча в отделение полиции была вызвана скорая помощь. Прибывшие медработники со Стаховяком не контактировали.
После того как Стаховяка вывели из камеры и допросили, сотрудники полиции завели его в туалетную комнату для проведения личного досмотра. Свет в туалетной комнате был выключен. Там в 8:57 офицер Лукаш Рз. трижды применил к лежащему в наручниках на полу Стаховяку электрошокер. Около 9:10 Стаховяка вернули в камеру, откуда остальных задержанных вывели. Между Стаховяком и полицейскими произошла ещё одна драка, через некоторое время один из полицейских заметил, что Стаховяк не дышит.
В 9:18 полицейские вызвали скорую помощь, которая приехала около 9:30. Смерть Стаховяка была констатирована в 10:24.

## Протесты
У полицейского участка, где погиб Стаховяк, в течение нескольких дней происходили протесты, переходящие в беспорядки. Во входной двери отделения полиции было разбито стекло, повреждён фасад отделения полиции, несколько полицейских машин и водомёт. Трое полицейских получили лёгкие ранения. Всего за участие в протестах были задержаны не менее 40 человек, двое мужчин впоследствии были приговорены к 4,5 и 4 годам лишения свободы. Позже ещё 24 человека были приговорены к срокам от 1,5 года до 6 месяцев лишения свободы, причём 13 приговоров были отсрочены.

## Расследование
Первое вскрытие тела Стаховяка было проведено на следующий день после его кончины медицинскими экспертами из Вроцлава. Они не смогли однозначно определить причину смерти, однако указали, что смерть Стаховяка, скорее всего, наступила по трём причинам: приём больших доз амфетамина, трамадола и синтетического катинона; неоднократное воздействие электрошокера; и, скорее всего, неоднократное давление на шею.
Второе вскрытие провели специалисты отделения судебной медицины из Познани через месяц после смерти Стаховяка. Эксперты установили, что у Стаховяка сломан щитовидный хрящ и имеются ушибы трахеи. Это вскрытие также не смогло определить непосредственную причину смерти, однако дать достоверную оценку было сложно, поскольку тело Стаховяка уже находилось в плохом состоянии, из-за процессов разложения стали неопределяемыми кожные изменения и внешние повреждения.
Несмотря на наличие нескольких камер наблюдения, установленных в здании отделения полиции, записей с них внутри здания 15 мая 2016 года зарегистрировано не было. Единственная зафиксированная запись с камер велась снаружи отделения. По данным областной прокуратуры Познани, камера наблюдения вышла из строя. Записи с HD-камеры, встроенной в использованный Taser X2 Defender, запечатлевшие его использование против Стаховяка, были получены 31 мая 2016 года.
Полиция провела два собственных внутренних расследования. Лукаш Рж., нанесший поражение электрошокером Стаховяку, был привлечён к дисциплинарной ответственности и отстранен от исполнения своих обязанностей на три месяца. После этого он вернулся к работе. Остальные сотрудники полиции, принимавшие участие в задержании Стаховяка и обыске в туалетной комнате, также продолжали работать в полиции.
20 мая 2017 года телеканал TVN24 в рамках телесериала о журналистских расследованиях Superwizjer показал документальный фильм Войцеха Бояновского о смерти Игоря Стаховяка и связанных с этим событиях, обнародовав ранее нераскрытые записи с камеры, встроенной в электрошокер. На следующий день после выхода в эфир Главное управление Национальной полиции опубликовало заявление, в котором было сказано, что применение силы и электрошокера, а также последующее использование наручников было адекватным ситуации и поведению Стаховяка, и что все обстоятельства ареста были оправданными. Более того, согласно этому заявлению, сотрудники полиции знали, кто такой Игорь Стаховяк, выяснив это по его удостоверению личности ещё в начале инцидента, а после того, как сотрудники проверили его имя в базе данных полиции, выяснилось, что полиция уже разыскивала его для расследования дела о вымогательстве кредита.
В тот же день Национальная прокуратура также опубликовала заявление, в котором пояснила, что продолжительность расследования смерти Стаховяка обусловлена реализацией ходатайств о предоставлении доказательств, поданных родителями Стаховяка, и что по этой причине необходимо получить заключения свидетелей-экспертов из специализированной судебно-медицинской лаборатории. В заявлении говорилось, что только после получения заключений можно будет принять обоснованное решение и предъявить обвинения подозреваемым, поскольку уже полученные доказательства позволяют с высокой вероятностью предположить, что Стаховяк умер от сердечно-дыхательной недостаточности и аритмии после задержания из-за приема психоактивных веществ, поскольку судебно-медицинская экспертиза показала наличие у него в крови амфетамина и трамадола.
26 мая 2017 года Томаш Травинский, вновь назначенный начальник полиции Нижнесилезского воеводства, объявил о начале административного производства по увольнению пяти полицейских полицейского участка Вроцлав-Старе-Място. Шестой офицер, принимавший участие в аресте Стаховяка, к этому времени уже уволился с работы. Травинский рассказал, что депутат, присутствовавший в полицейском участке, когда умер Стаховяк, был уволен за день до его заявления, что против бывшего начальника полиции Вроцлава и депутата было возбуждено дисциплинарное производство, а также что возбуждено уголовное дело в отношении офицера, который руководил расследованием смерти Стаховяка. Травиньский сообщил, что в подразделениях полиции Нижней Силезии будет проведена проверка камер видеонаблюдения и что устройства наблюдения будут установлены в каждом месте, где проводятся допросы. Травинский сообщил, что будет держать общественность в курсе результатов разбирательства.
Одного из двух задержанных свидетелей оштрафовали за нецензурную лексику. Другому задержанному свидетелю было предъявлено обвинение в нападении на сотрудников полиции с целью помешать им выполнять свои служебные обязанности. В декабре 2016 года расследование в отношении второго свидетеля было прекращено, но в 2018 году дело было возобновлено. Хельсинкский фонд по правам человека представил заключение amicus по этому делу, утверждая, что запись ареста представляет собой журналистскую деятельность. Суд оправдал свидетеля 30 сентября 2019 года, не найдя доказательств преступления в записях с мобильных телефонов и городских камер наблюдения.
Уголовное дело против Бояновского возбудила группа полицейских профсоюзных активистов, обвинив Бояновского в обнародовании нераскрытой информации из уголовного дела. В результате, в ответ на ходатайство прокуратуры Варшавы, суд в Варшаве освободил его от прав репортера, не вызывая его в суд. Однако Бояновский успешно обжаловал это решение. Поскольку Бояновский действовал в общественных интересах и его действия «не причинили вреда, а фактически [принесли] пользу», дело было прекращено прокурором, несмотря на соответствие критериям преступления.
21 июня 2019 года четверо подозреваемых — бывших сотрудников полиции были признаны виновными в злоупотреблении служебным положением и физическом и психологическом насилии в отношении Стаховяка. Лукаш Рж. был приговорён к двум годам и шести месяцам тюремного заключения, а Павел Г., Павел П. и Адам В. были приговорены к двум годам тюремного заключения. В феврале 2020 года апелляционный суд оставил приговор в силе, указав, что Стаховяк подвергался пыткам, однако его смерть наступила не в результате действий сотрудников правоохранительных органов, а в результате сердечно-дыхательной недостаточности с аритмией в состоянии возбуждения, вызванного приемом психоактивных препаратов. Бывшие офицеры начали отбывать наказание незадолго до Пасхи того же года. В сентябре 2020 года адвокаты Лукаша Рж., Павла Г. и Адама В. подали кассационную жалобу в Верховный суд Польши.
22 февраля 2021 года польский омбудсмен Адам Боднар также подал кассационную жалобу с просьбой о пересмотре дела, заявив, что суды «сделали плохо и поверхностно» при оценке ответственности сотрудников полиции и «минимизировали вину», не считая электрошокер непосредственной причиной смерти. В апелляционной жалобе Боднар написал, что суд основывал свою точку зрения о причине смерти только на одном экспертном заключении, не проверив, является ли оно удовлетворительным объяснением в случае с человеком, испытавшим электрошок, и что суд не учёл мнения других экспертов и свидетелей, которые, по словам Боднара, исключали, что Стаховяк находился в состоянии крайнего возбуждения.
По состоянию на 2022 год кассационные жалобы всё ещё находились на рассмотрении в Верховном суде Польши.